# 훌리오쥐속
훌리오쥐속(Juliomys)은 비단털쥐과 목화쥐아과에 속하는 남아메리카 설치류이다. 5종이 알려져 있으며, 모두 아르헨티나와 브라질에서 발견된다.

## 하위 종
- † Juliomys anoblepas
- 가는뼈쥐 (Juliomys ossitenuis)
- 작은윌프레드쥐 (Juliomys pictipes)
- 긴털훌리오쥐 (Juliomys rimofrons)
- 아라우카리아훌리오쥐 또는 아라우카리아숲나무쥐 (Juliomys ximenezi)[2]